# Kerncentrale Krümmel
De kerncentrale Krümmel (Kernkraftwerk Krümmel) is een Duitse kerncentrale in Geesthacht nabij Hamburg.
Met de bouw werd in 1972 begonnen en sinds 1984 is de centrale in commercieel bedrijf. Het is voor 50% eigendom van Vattenfall en voor 50% van E.ON. De centrale is een kokendwaterreactor met een bruto opgesteld vermogen van 1402 megawatt. Voor het koelwater is de centrale afhankelijk van de Elbe.
Sinds een brand in een transformator in 2007 lag de reactor stil. Kort na het heropstarten medio 2009 kwam het door een technisch probleem opnieuw tot een noodstop. Sindsdien ligt de kerncentrale stil, en het ziet ernaar uit dat ze ook niet meer zal worden opgestart: in 2011 werd besloten de centrale in het kader van de Atomausstieg definitief stil te leggen.
| Reactorblok   | Reactortype | Vermogen | Begin bouw | Inbedrijfname | Stillegging |
| ------------- | ----------- | -------- | ---------- | ------------- | ----------- |
| Krümmel (KKK) | BWR         | 1346 MW  | 1974       | 1984          | 2011        |